# Referendum costituzionale nelle Maldive del 2007
Il referendum costituzionale nelle Maldive del 2007 si svolse il 18 agosto 2007 per decidere se il paese dovesse avere un sistema presidenziale o parlamentare. Il presidente delle Maldive Maumoon Abdul Gayoom sostenne il sistema presidenziale mentre il Partito Democratico Maldiviano all'opposizione ha favorito un sistema parlamentare.
I risultati ufficiali registrarono una maggioranza di votanti a favore del sistema presidenziale superiore al 60%. Il presidente Gayoom definì il risultato come un "appoggio massiccio" e confermò che si sarebbe candidato alle elezioni presidenziali del 2008. L'opposizione invece sostenne che il referendum fosse truccato.

## Contesto

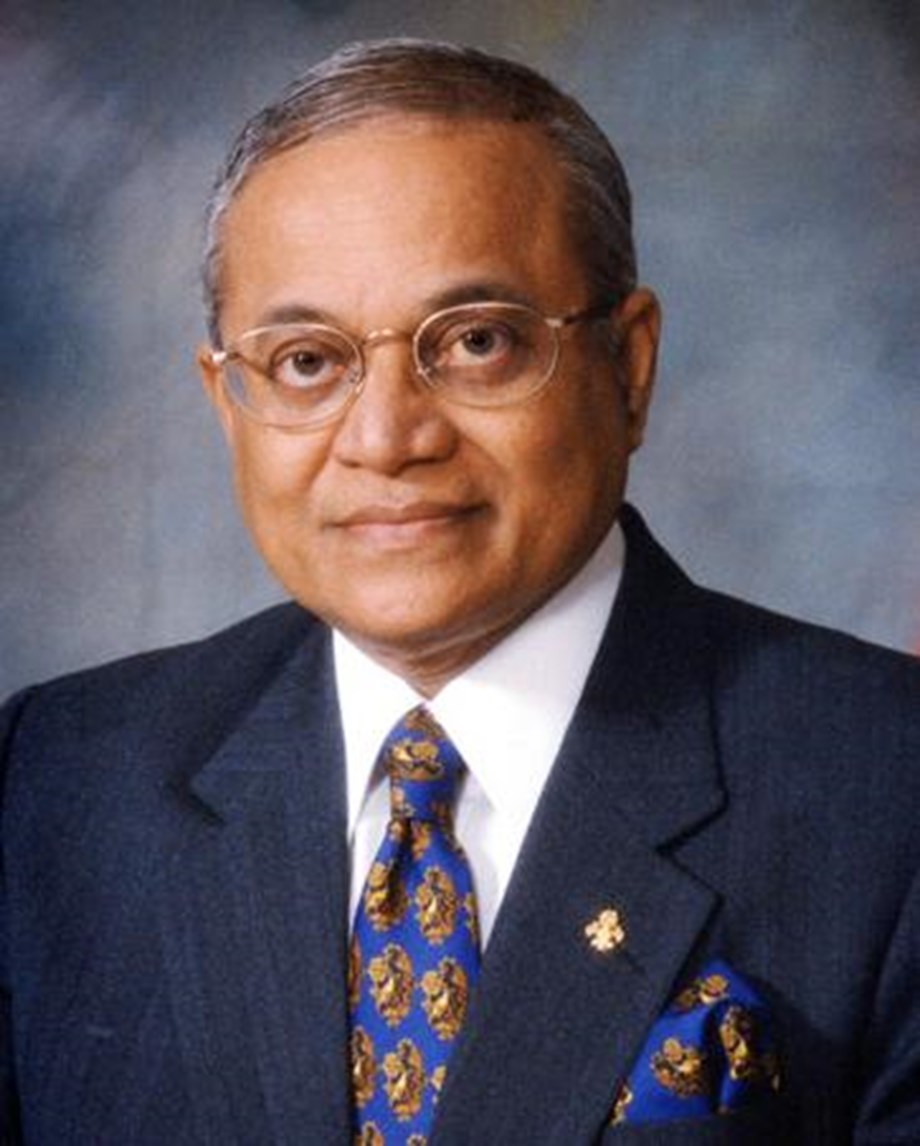
Maumoon Abdul Gayoom

Dopo i disordini del 2003, il presidente Gayoom istituì una commissione costituzionale (Special People's Majlis) nel 2004, per modificare la costituzione secondo gli articoli 92-105. Il presidente Gayoom poté nominare personalmente 29 dei 113 parlamentari, che entro il novembre 2007 dovevano presentare una nuova costituzione.
Il principale punto di contesa fu la forma di governo: il presidente Gayoom era stato criticato per il suo potere e vennero avanzate richieste per sostituire il sistema presidenziale con uno parlamentare. Sorprendentemente, la Commissione costituzionale votò il 18 giugno 2006 per indire un referendum sulla forma di governo, tuttavia non si raggiungerà il quorum nella riunione successiva e non si poté emanare disposizioni di attuazione, rinviando così la proposta è rinviata. Dopo un lungo battibecco, la Commissione costituzionale approvò una risoluzione il 26 giugno 2007 con 76 voti contro 5 per convocare un referendum sulla forma di governo, a cui avrebbero potuto partecipare anche i diciottenni, mentre fino ad allora l'età di voto alle Maldive era di 21 anni. Il presidente Gayoom firmò il disegno di legge e la Commissione elettorale fissò la data della consultazione il 10 luglio 2007.

## Risultati
| Scelta                        | voti    | %     |
| ----------------------------- | ------- | ----- |
| Sistema presidenziale         | 95.619  | 62,04 |
| Sistema parlamentare          | 58.504  | 37,96 |
| Voti non validi/vuoti         | 1.767   | –     |
| Totale                        | 155.890 | 100   |
| Elettori registrati/affluenza | 199.841 | 78,01 |
| Haveeru                       |         |       |